# Epicoccum nigrum
Epicoccum nigrum es una especie de hongo del filo Ascomycota. Es patógeno y endófito de plantas, es un hongo muy extendido que produce pigmentos coloreados que pueden usarse como agentes antifúngicos contra otros hongos patógenos. De ella se extrae la tinción fluorescente epicocconona.

## Crecimiento y morfología
E. nigrum (1825) es un hongo sin forma teleomorfa conocida. Se ha clasificado como miembro de Hyphomycetes, en Deuteromycota, así como de Fungi imperfecti porque solo se sabe que se reproduce asexualmente. A pesar de que no es como una levadura, se ha incluido en la categoría amplia y no relacionada de hongos conocidos como levaduras negras. El hongo desarrolla colonias afieltradas en tonos brillantes de amarillo, naranja y rojo, a menudo con marrón o negro por todas partes. Las colonias crecen rápidamente y alcanzan unos 6 cm de diámetro en 2 días a temperatura ambiente. Los micelios contienen quitina y celulosa.
E. nigrum forma blastoconidios de color oscuro, con verrugas y esféricos, que alcanzan de 15 a 25 µm de diámetro. Los conidios crecen sobre un esporodoquio, formado por hifas verrugosas y fibrosas. Se ha encontrado que las esporas contienen hasta 15 células. Las esporas de E. nigrum se liberan activamente dependiendo de las condiciones de temperatura, luz y humedad relativa. El mecanismo de liberación implica la separación del conidio del esporodoquio a través de un tabique doble. Aprovecha la forma esférica de las conidias, permitiéndoles 'rebotar' en el esporodoquio.] Luego, los conidios se transportan por el aire con el movimiento o el viento. La esporulación se induce bajo la luz de Wood o, a veces, tras la exposición a temperaturas frías con un retorno posterior a la temperatura ambiente. La producción de pigmentos también es sensible a los cambios de luz y temperatura. Las temperaturas de crecimiento ideales oscilan entre 23 y 28 °C (73 y 82 °F) y el pH de crecimiento ideal oscila entre 5,0 y 6,0. Aunque E. nigrum crece en un rango de actividad de agua (aw de 0,99 a 0,97), el crecimiento se optimiza en la saturación de vapor de agua.
E. nigrum produce una variedad de metabolitos biomédica e industrialmente útiles, incluidos importantes agentes antifúngicos y pigmentos, entre ellos: flavipina, epicorazinas A y B, epirodina, epicocconona y una variedad de pigmentos carotenoides. E. nigrum también se ha utilizado en la fabricación biosintética de nanopartículas de plata y oro.

## Hábitat y ecología
Un hongo altamente robusto y ubicuo, E. nigrum tiene una distribución casi global, apareciendo en las Américas, Asia y Europa. Las esporas de E. nigrum se han cultivado en una variedad de ambientes, predominantemente suelo (es decir, turba, suelo forestal, humus crudo, compost, tundra, aguas residuales) y arena (por ejemplo, dunas, arenas salinas). Es un hongo saprotrófico que forma pústulas (compuestas de esporodoquios y conidios) en plantas muertas y moribundas. Esta especie se encuentra comúnmente creciendo en cereales y semillas, así como en otros cultivos, como maíz, frijoles, papas, guisantes y duraznos. Se ha descubierto que desarrolla colonias en hojas sumergidas en agua a una temperatura de hasta 0 °C y se considera un hongo marino facultativo. Es capaz de colonizar algas y pastos de pantano. En ambientes interiores, se ha encontrado E. nigrum en pinturas y papel tapiz, algodón y textiles, en polvo, y en el aire. Es tolerante a los cambios en la disponibilidad de agua, y se ha encontrado que el crecimiento de las hifas se reanuda dentro de una hora de exposición al agua.